# Кокань (Нью-Брансвік)
Кокань (англ. Cocagne) — сільська община в Канаді, у провінції Нью-Брансвік, у складі графства Кент.

## Населення
За даними перепису 2016 року, сільська община нараховувала 2649 осіб, показавши зростання на 4,3%, порівняно з 2011-м роком. Середня густина населення становила 39,7 осіб/км².
З офіційних мов обидвома одночасно володіли 2 125 жителів, тільки англійською — 310, тільки французькою — 200. Усього 25 осіб вважали рідною мовою не одну з офіційних, з них 5 — одну з корінних мов.
Працездатне населення становило 59,1% усього населення, рівень безробіття — 10,4% (10,9% серед чоловіків та 9,8% серед жінок). 85,9% осіб були найманими працівниками, а 13,3% — самозайнятими.
Середній дохід на особу становив $36 698 (медіана $30 960), при цьому для чоловіків — $39 930, а для жінок $33 498 (медіани — $35 456 та $26 091 відповідно).
23% мешканців мали закінчену шкільну освіту, не мали закінченої шкільної освіти — 26,3%, 50,8% мали післяшкільну освіту, з яких 22,4% мали диплом бакалавра, або вищий.
| Статево-вікова структура населення | Статево-вікова структура населення | Статево-вікова структура населення | Статево-вікова структура населення | Статево-вікова структура населення |
| ---------------------------------- | ---------------------------------- | ---------------------------------- | ---------------------------------- | ---------------------------------- |
|                                    |                                    |                                    |                                    |                                    |
| Всього                             | Всього                             | 50,6%49,4%                         |                                    |                                    |
| 0 — 14 років                       | 0 — 14 років                       |                                    | 11,9%                              | 11,9%                              |
| 15 — 64 років                      | 15 — 64 років                      |                                    | 63,3%                              | 63,3%                              |
| 65 і більше                        | 65 і більше                        |                                    | 24,8%                              | 24,8%                              |
| 85 і більше                        | 85 і більше                        |                                    | 1,9%                               | 1,9%                               |
| Середній вік (років)               | Середній вік (років)               | 47,647,8                           | 47,7                               | 47,7                               |
| Медіана (років)                    | Медіана (років)                    | 51,852,3                           | 52,0                               | 52,0                               |
| — чоловіки — жінки                 |                                    |                                    |                                    |                                    |

| Походження мешканців:     | Походження мешканців:     | Походження мешканців: | Походження мешканців: | Походження мешканців: |
| ------------------------- | ------------------------- | --------------------- | --------------------- | --------------------- |
| Походження                |                           |                       | осіб                  | %                     |
| Корінні американці        | Корінні американці        |                       | 130                   | 4.96%                 |
| Інше північноамериканське | Інше північноамериканське |                       | 2 045                 | 78.05%                |
| Європейське               | Європейське               |                       | 1 080                 | 41.22%                |
| британське                | британське                |                       | 470                   | 17.94%                |
| французьке                | французьке                |                       | 780                   | 29.77%                |
| Карибське                 | Карибське                 |                       | 15                    | 0.57%                 |
| Азійське                  | Азійське                  |                       | 25                    | 0.95%                 |

| Зайнятість населення за галузями (за класифікацією NOC): | Зайнятість населення за галузями (за класифікацією NOC): | Зайнятість населення за галузями (за класифікацією NOC): | Зайнятість населення за галузями (за класифікацією NOC): | Зайнятість населення за галузями (за класифікацією NOC): |
| -------------------------------------------------------- | -------------------------------------------------------- | -------------------------------------------------------- | -------------------------------------------------------- | -------------------------------------------------------- |
|                                                          |                                                          |                                                          |                                                          |                                                          |
| Управління                                               | Управління                                               |                                                          | 9%                                                       | 9%                                                       |
| Бізнес, фінанси та адміністрування                       | Бізнес, фінанси та адміністрування                       |                                                          | 17,5%                                                    | 17,5%                                                    |
| Природничі та прикладні науки                            | Природничі та прикладні науки                            |                                                          | 3,7%                                                     | 3,7%                                                     |
| Охорона здоров'я                                         | Охорона здоров'я                                         |                                                          | 7,8%                                                     | 7,8%                                                     |
| Освіта, правозахист, муніципальні та урядові служби      | Освіта, правозахист, муніципальні та урядові служби      |                                                          | 9,3%                                                     | 9,3%                                                     |
| Мистецтво, культура, відпочинок та спорт                 | Мистецтво, культура, відпочинок та спорт                 |                                                          | 2,6%                                                     | 2,6%                                                     |
| Роздрібна торгівля та послуги                            | Роздрібна торгівля та послуги                            |                                                          | 19,8%                                                    | 19,8%                                                    |
| Гуртова торгівля, транспорт та обладнання                | Гуртова торгівля, транспорт та обладнання                |                                                          | 19,8%                                                    | 19,8%                                                    |
| Природні ресурси, сільське господарство                  | Природні ресурси, сільське господарство                  |                                                          | 3,4%                                                     | 3,4%                                                     |
| Виробництво                                              | Виробництво                                              |                                                          | 7,8%                                                     | 7,8%                                                     |

## Клімат
Середня річна температура становить 5,5°C, середня максимальна – 22,7°C, а середня мінімальна – -13,9°C. Середня річна кількість опадів – 1 138 мм.
| Клімат поселення                              | Клімат поселення | Клімат поселення | Клімат поселення | Клімат поселення | Клімат поселення | Клімат поселення | Клімат поселення | Клімат поселення | Клімат поселення | Клімат поселення | Клімат поселення | Клімат поселення | Клімат поселення |
| Показник                                      | Січ.             | Лют.             | Бер.             | Квіт.            | Трав.            | Черв.            | Лип.             | Серп.            | Вер.             | Жовт.            | Лист.            | Груд.            |                  |
| Середній максимум, °C                         | −2,98            | −2,1             | 2,70             | 8,48             | 15,30            | 20,46            | 22,68            | 22,06            | 17,30            | 11,54            | 5,80             | −1,34            |                  |
| Середня температура, °C                       | −8,42            | −7,5             | −2,76            | 3,04             | 9,84             | 15,00            | 19,10            | 18,50            | 13,72            | 7,96             | 2,26             | −4,92            |                  |
| Середній мінімум, °C                          | −13,88           | −12,98           | −8,22            | −2,44            | 4,40             | 9,56             | 15,56            | 14,90            | 10,16            | 4,38             | −1,34            | −8,5             |                  |
| Норма опадів, мм                              | 104              | 87               | 95               | 85               | 98               | 94               | 98               | 86               | 87               | 97               | 102              | 105              |                  |
| Середньомісячна швидкість вітру, м/с          | 5.00             | 4.80             | 4.90             | 4.80             | 4.40             | 4.00             | 3.70             | 3.60             | 4.00             | 4.50             | 4.80             | 5.10             |                  |
| Середньомісячна сонячна радіація, кДж/м²·день | 5124             | 8490             | 12266            | 15152            | 18235            | 20421            | 20045            | 17559            | 13155            | 8298             | 4816             | 3889             |                  |
| --------------------------------------------- | ---------------- | ---------------- | ---------------- | ---------------- | ---------------- | ---------------- | ---------------- | ---------------- | ---------------- | ---------------- | ---------------- | ---------------- | ---------------- |
| Джерело:                                      |                  |                  |                  |                  |                  |                  |                  |                  |                  |                  |                  |                  |                  |